# Attert (vattendrag)
Attert, luxemburgiska: Atert, (uttal (fil)) är en 38 km lång vänsterbiflod till Alzette i Belgien (6 km) och Luxemburg (32 km). Källan ligger i Nobressart, den passerar Attert, Redange-sur-Attert, Useldange, Boevange-sur-Attert och Bissen innan den mynnar i Alzette vid Colmar-Berg.